# Trinkerheilanstalt
Der Begriff Trinkerheilanstalt wurde in der zweiten Hälfte des 19. Jahrhunderts geprägt für Krankenhäuser oder Sanatorien, die sich der Behandlung von alkoholabhängigen Menschen widmeten.
Gerade zu Beginn der Industrialisierung galten bei vielen Arbeitern und Tagelöhnern Bier und Schnaps als eines der Grundnahrungsmittel, um sowohl mangels anderer Lebensmittel den Kalorienverlust der überwiegend schweren körperlichen Arbeit auszugleichen als auch von armseligen Arbeitsverhältnissen zumindest kurzfristig durch das Nervengift Alkohol Abstand zu gewinnen.
Der Alkohol wurde somit zu einem scheinbar kurzfristigen Problemlöser für die täglichen Probleme. Dass gerade hierdurch oftmals der Verlust der Arbeitsstelle sowie familiäre Probleme deutlich gefördert wurden, war den Betroffenen meistens nicht bewusst, so dass die persönlichen Probleme dadurch noch vertieft wurden.
So wurden im ausgehenden 19. Jahrhundert so genannte Trinkerheilanstalten gegründet, um den Alkoholkranken eine für die damalige Zeit eher fortschrittliche Entziehungsmaßnahme zu bieten. Hier wurde allerdings nur der physische Entzug angeboten. Eine begleitende Psychotherapie, wie sie heute in den Suchtkliniken angeboten wird, gab es noch nicht.
Die meisten der Einrichtungen waren in kirchlicher Trägerschaft und hatten gleichzeitig den Zweck der Missionierung.
Im Jahr 1908 bezifferte der Psychiater Ernst Rehm die Anzahl der Trinkerheilstätten in Deutschland auf 35, davon 27 in Preußen. Zu dieser Zeit wurden die Alkoholkranken bereits psychotherapeutisch behandelt, meist mit Beschäftigungstherapie, etwa in der Land- und Forstwirtschaft. In der Schweiz gab es 12 Trinkerheilstätten. Rehm bemängelte, dass es in Bayern keine einzige Trinkerheilanstalt gäbe. Im Jahre 1912 konnte er staatliche Gelder für eine Trinkerheilanstalt im Mangfalltal organisieren. Ein Gutshof der Stadt München wurde 1914 zu diesem Zwecke umgebaut, ging dann aber wegen Ausbruch des Ersten Weltkriegs nie in Betrieb. Zugleich verwies Rehm auf die Bedeutung von Enthaltsamkeitsvereinen. Nur mit Hilfe solcher Vereine könnten Rückfälle so weit wie möglich vermieden werden.
Der Begriff der Trinkerheilanstalt ist heute praktisch aus dem regulären Sprachgebrauch verschwunden. Heutzutage bieten Fachkliniken oder Sanatorien eine oftmals weitreichende psychologische Unterstützung sowohl für die Betroffenen als auch für ihre Angehörigen.